# Brouwerij Brugge-Zeehaven
Brouwerij Brugge-Zeehaven was een Belgisch familiale brouwerij gelegen in Brugge op de Walplein 23. De brouwerij is opgericht in 1897 en was actief tot de overname van Brouwerij De Halve Maan in 1936.

## Geschiedenis
In 1874 kocht Désiré Vanneste het huis ‘De Wulf’ aan op de Walplaats 23 te Brugge en tot het jaar 1890 was hij er actief als leerlooier. Désiré wou al lang een brouwerij, maar door het feit dat bepaalde buren (ook brouwers) hier tegen waren kreeg hij pas in 1897 officieel de toestemming om er een brouwerij te starten. Vanaf 1897 was de brouwerij Brugge-Zeehaven actief. De productie lag zeer hoog in vergelijking met andere brouwerijen in België of Brugge, maar dit bleef niet duren.
De brouwerij is in 1899 overgenomen door de kinderen van Désiré Vanneste: Iréné, Achille en Clémence Vanneste. Onder de naam ‘Vanneste Broeders en Zusters’ zetten zij de brouwerij verder, maar doordat de infrastructuur van Brugge-Zeehaven om te kunnen brouwen werd opgeëist, was dit een zeer moeilijke opgave en dit blijkt ook uit de lage productiecijfers na de Eerste Wereldoorlog. 
In 1885 Trouwde Clémence met Henri Maes, eigenaar van Brouwerij De Halve Maan waardoor vervolgens brouwerij Brugge-Zeehaven fusioneerde met deze brouwerij.

## Bieren
Brugge-Zeehaven brouwde slecht één soort bier, namelijk een bier van lage gisting met een laag alcoholpercentage, een tafelbier van 1,4%.